# Välkommen till familjen
Välkommen till familjen (The Family Stone) är en amerikansk dramakomedi från 2005. Den är regisserad av Thomas Bezucha och har Sarah Jessica Parker i huvudrollen som "Meredith Morton".

## Synopsis
Meredith Morton (Parker) är en konservativ karriärkvinna som tillsammans med sin pojkvän Everett Stone (Mulroney) blir bjuden över jul till Everetts mer bohemiska familj, som inte är särskilt välkomnande mot Meredith. Bland annat har hon gammaldags synpunkter på parrelationer. Sybil Stone (Keaton) är familjens matriark som försöker jämka mellan olika konflikter, medan Meredith och Everett glider från varandra och omedvetet hittar andra vägar för att må bättre; Everett börjar dras till Julie (Merediths syster), medan Meredith och Ben (Everetts bror) börjar vänstra.

## Rollista (i urval)
- Sarah Jessica Parker – Meredith Morton
- Dermot Mulroney – Everett Stone
- Claire Danes – Julie Morton
- Diane Keaton – Sybil Stone
- Craig T. Nelson – Kelly Stone
- Rachel McAdams – Amy Stone
- Luke Wilson – Ben Stone
- Tyrone Giordano – Thad Stone
- Elizabeth Re-er – Susannah Stone Trousdale
- Brian J. White – Patrick Thomas
- Paul Schneider – Brad Stevenson
- Savannah Stehlin – Elizabeth Trousdale
- Bryce Harris och Bradly Harris – Baby Gus